# Kazuyuki Okitsu
Kazuyuki Okitsu (興津 和幸 Okitsu Kazuyuki?,  Isla Awaji, Prefectura de Hyōgo, 8 de marzo de 1980) es un actor de voz japonés, afiliado a Kekke Corporation. Ha participado en series de anime como Brothers Conflict, JoJo's Bizarre Adventure, Prison School y Toradora!, entre otras. 

## Filmografía

### Anime
2002
- Fruits Basket como Hatori Sohma.

2005
- Onegai My Melody como Hiiragi Keiichi.

2006
- Gintam como Kamemiya (eps 115, 174).

2008
- Hokuto no Ken - Raoh Gaiden: Ten no Hao como Gumai (ep 10) y Riron (ep 11).
- Kuroshitsuji como Vincent Phantomhive.
- Nodame Cantabile Paris-hen como Theo.
- Rosario + Vampire Capu2 como Zashiki-warashi (ep 6).
- Tetsuwan Birdy: Decode como Machuman (ep 5) y Sidekick (ep 1).
- Toradora! como Hisamitsu Noto.
- Yu-Gi-Oh! 5D's como Leo.

2009
- Beyblade: Metal Fusion como Kakeru Daichi.
- Hanasakeru Seishōnen como Izmal.
- Kurokami: The Animation como Hermann (ep 4).
- Needless como Tada.
- Tetsuwan Birdy: Decode 2 como Lailalo y Sidekick (ep 13).
- To Aru Kagaku no Railgun como Tamezō (eps 15-16).
- Yoku Wakaru Gendai Mahō como Karl Cristbarth.

2010
- Kaichō wa Maid-sama! como Kenta (ep 2), Kō (ep 10) y Yūta Utsumi.
- Ladies versus Butlers! como Akiharu Hino.
- Seikon no Qwaser como Tasuku Fujiomi.
- Sekirei ~Pure Engagement~ como Yōichi Himura (ep 8).
- Sengoku Basara II como Akagawa Motoyasu.
- Shiki como Seishin Muroi.

2011
- BAKUMAN (Segunda temporada) como Clerk (ep 1) y Sunggyu Kim.
- Ben-To como Ren Nikaidō.
- Cardfight!! Vanguard como Punch Ken.
- Cross Fight B-Daman como Laigo Ogra.
- Hanasaku Iroha como Haruhiko Komatsu.
- Hōrō Musuko como el Hermano de Yūki (ep 11).
- Kami-sama no Memo-chō como Satoshi Teraoka.
- Last Exile: Fam, el Silver Wing como Luscinia Hāfez.
- Level E como Higashio (ep 4).
- Sacred Seven como Kaneda.
- Sket Dance como Jin Kakiuchi (eps 43, 50).

2012
- JoJo's Bizarre Adventure como Jonathan Joestar.
- Magi: The Labyrinth of Magic como Byoln (ep 24).
- Medaka Box como Hyūga.
- Rinne no Lagrange como Moid y Yūsuke Asami (ep 10).
- Rinne no Lagrange: Season 2 como Moid.
- Uchū Kyōdai como Rick Turner (eps 58-59).
- Yu-Gi-Oh! ZEXAL II como Mamoru Jingūji.

2013
- Aoki Hagane no Arpeggio como Gunzō Chihaya.
- Brothers Conflict como Masaomi Asahina.
- Futari wa Milky Holmes como Shion Myōjingawa/Violet Shadow.
- Genshiken Nidaime como Harunobu Madarame.
- Inazuma Eleven GO Galaxy como Gandales Baran.
- Magi: The Kingdom of Magic como Meihō Kan (eps 17, 21-22).
- Makai Ōji: Devils and Realist como Ernest Crosby.
- Sanjōgattai Transformers Go! como Kenzan.

2014
- Black Bullet como Kasumitsu Tendō.
- Cardfight!! Vanguard: Legion Mate como Raul Serra.
- Gundam Build Fighters Try como Minato Sakai.
- Hitsugi no Chaika: Avenging Battle como Kiril Tatra 47 (eps 4-6).
- Kamigami no Asobi como Manabu.
- Kuroshitsuji: Book of Circus como Vincent Phantomhive (ep 8).
- Madan no Ō to Vanadis como Rurick.
- Minna Atsumare! Falcom Gakuen como Dark Fakt.
- Mobile Suit Gundam-san como Garma-san.
- Nobunaga Concerto como Ikeda Tsuneoki.
- Ryūgajō Nanana no Maizōkin como Isshin Yuiga.
- Shigatsu wa Kimi no Uso como Saitō.
- Shirobako como Isamu Momose (ep 19), Mimura (ep 19), Ricky (ep 19), Shimeji Maitake y Wataru Nakabayashi (ep 23).
- Shirogane no Ishi Argevollen como Masaru Okui.
- Witch Craft Works como Kyōichirō Mikage.

2015
- Aldnoah.Zero 2 como Yacoym (ep 13).
- Aoharu x Kikanjū como Nagamasa Midori.
- Charlotte como Kazuki Tomori (eps 2, 8).
- Dungeon ni Deai o Motomeru no wa Machigatteiru Darō ka como Kashima Ōka.
- Gintama° como Ayao Sarutobi.
- Go! Princess PreCure como Wataru Kaidō.
- High School Star Musical como Seishirō Inumine.
- K: Return of Kings como Hisui Nagare.
- Minna Atsumare! Falcom Gakuen SC como Dark Fakt.
- Okusama ga Seito Kaichō! como Hayato Izumi.
- Overlord como Peter Mork.
- Prison School como Reiji Andō.
- Shinmai Maō no Testament como Leohart.
- Shinmai Maō no Testament Burst como Leohart.
- The Rolling Girls como Shidō (ep 7).

2016
- Ao no Kanata no Four Rhythm como Kazunari Shindō.
- B-Project: Kodou Ambitious como Atsushi Daikoku.
- Berserk como Serpico.
- Bubuki Buranki como Akihito Tsuwa.
- Bubuki Buranki Hoshi no Kyojin como Akihito Tsuwa.
- Flip Flappers como TT-392.
- Handa-kun como Takao Kawafuji.
- Kuma Miko como Yoshio Amayadori.
- Lostorage incited WIXOSS como Shō Narumi.
- Orange como Saku Hagita.
- OZMAFIA!! como Kyrie.
- Tanaka-kun wa Itsumo Kedaruge como Shimura.
- Touken Ranbu como Kotetsu Hachisuka.

2017
- ACCA: 13-ku Kansatsu-ka como el Padre de Nino (ep. 8).
- Berserk 2017 como Serpico.
- Fūka como Kazuya Nachi.
- ID-0 como ID (Ido).
- Little Witch Academia como Frank.
- Los viajes de Kino como Aibou.
- Shōkoku no Altair como Konstantinos.

2018
- Devils Line como Yousuku Asami.
- Dorei-ku The Animation como Tsubaki Setagaya.
- Idolish 7 como Banri Oogami.[2]
- Nil Admirari no Tenbin: Teito Genwaku Kitan como Motofumi Mashiko.

2019
- My Hero Academia como Taishiro Toyomitsu (FatGum).

2020
- Haikyuu!!: To the Top como Suguru Daisho.

2021
- Hige wo Soru. Soshite Joshi Kōsei wo Hirou. como Yoshida

2022
- Aoashi como Kenta Yoshitsune
- Blue Lock como  Zantetsu Tsurugi

### OVAs
2009
- Tetsuwan Birdy Decode: The Cipher como Sidekick.

2010
- Hiyokoi como Junpei.
- Mobile Suit Gundam Unicorn como Galom Golga.

2011
- Toradora! como Hisamitsu Noto.

2012
- Hanayaka Nari, Waga Ichizoku como Norio Tsukumoin.
- Rinne no Lagrange: Kamogawa Days como Moid.

2013
- Genshiken Nidaime como Harunobu Madarame.
- Rescue Me! como Matsushita.

2014
- Brothers Conflict como Masaomi Asahina.

2016
- Prison School como Reiji Andō.

2020
- Haikyuu: Land vs Sky como Suguru Daisho
- Haikyuu: The Path of the Ball como Suguru Daisho

### Películas
2014
- K: Missing Kings como Hisui Nagare.

2015
- Aoki Hagane no Arpeggio: Ars Nova DC como Gunzō Chihaya.

### CD dramas
2016
- Datte Maou-sama wa Kare ga Kirai
- Kare to Soine de Shitai Koto Motto Tomoharu Mase como Cider Yotsuya.
- Koi to wa Baka de Aru Koto da: Le Beau Sound Collection Drama CD

2017
- Kashikomarimashita, Destiny: <side:Butler>
- Kashikomarimashita, Destiny: <side:Master>
- Koubutsu wa Ichiban Saigo ni Hara no Naka
- Otodoke Karesh Vol.6 Ichi Manaka como Ichi Manaka
- Rouge et Noir Pure Bluff Jouhouya Sena Kashiwagi como Cider Yotsuya.

### Videojuegos
- Ayakashi Gohan ~ Okawaritsu!~ como Manatsu Serikeno.
- Bloodstained: Ritual of the Night como Johannes.
- Brothers Conflict: Brilliant Blue como Masaomi Asahina.
- Brothers Conflict: Passion Pink como Masaomi Asahina.
- CV: Casting Voice como Shun Narimiya.
- Death Connection como Medicis.
- Fate/Extella: The Umbral Star como Archimedes.
- Geten no Hana Yumeakari como Kanbei Kuroda.
- J-Stars Victory Vs como Jonathan Joestar.
- JoJo's Bizarre Adventure: All Star Battle como Jonathan Joestar.
- JoJo's Bizarre Adventure: Eyes of Heaven como Jonathan Joestar.
- Langrisser Re: Incarnation -Tensei- como Autokrato.
- Legends of the Dark King como Amiba.
- Naruto Shippuden: Ultimate Ninja Heroes 3 como Hakui.
- Overwatch como Lucio.
- Prince of Stride como Kōichi Takahara.
- Princess Arthur como Kay.
- Reine des Fleurs como Leon.
- Saint Seiya Awakening KOTZ - Hypnos
- Snow Bound Land como Alfred.
- Sword Art Online: Hollow Realization como Genesis.
- Taishō Mebius Line como Iori Senke.
- To Aru Kagaku no Railgun como Sōta Saitō.
- Tōken Ranbu como Hachisuka Kotetsu.
- Toradora! como Hisamitsu Noto.
- Will o' Wisp como Gyl.

### Doblaje
- The Big Bang Theory como Rajesh Koothrappali.
- Transformers: Prime como Smokescreen.